# Krampus Expédition
Krampus Expédition est un parcours de montagnes russes aquatiques dans le parc français de Nigloland.
L'attraction se dresse dans la section du village suisse, non loin des montagnes russes Alpina Blitz et la Descente en schlitt'. La grande roue se situe jusqu'en 2019 sur cet emplacement.

## Historique
Après l'ouverture de Poseidon à Europa-Park en 2000, la famille Gélis désire une attraction similaire dans son parc Nigloland,.
La conception et l'élaboration des montagnes russes aquatiques débutent en 2017,, après l'ouverture de la précédente attraction majeure en 2016, la tour de chute de modèle Skyfall nommée Donjon de l'extrême. La conception s'étale sur deux années et la construction de l'attraction prend un an et demi. Pour laisser place au chantier, la grande roue est installée sur un autre site du parc en décembre 2019.
Les directeurs du parc, Philippe et Patrice Gélis, déposent le 20 mai 2020 la marque Krampus Expédition à l'Institut national de la propriété industrielle,,.
La direction déclare le maintien des travaux — à hauteur de douze millions d'euros — de l'attraction prévue pour 2021, malgré la pandémie de Covid-19 qui a pour conséquence le ralentissement des investissements sur le marché des parcs de loisirs,,.
Le montage commence le 20 octobre 2020. Le même mois, plusieurs affiches apparaissent à proximité du chantier afin d'en faire la promotion. Le public peut y lire : « Une créature légendaire descend des montagnes pour envahir le parc. »,.
La direction espère attirer 2,5 % de visiteurs supplémentaires,.

## Description
Avec douze millions d'euros, il s'agit du plus grand investissement depuis l'ouverture de Nigloland,. Une moitié est consacrée à l'achat de l'attraction et l'autre moitié va au gros œuvre et à la décoration thématique. 
L'attraction bénéficie d'un soutien financier au titre des « projets structurants » à hauteur d'un million d'euros de la Région Grand Est,.
Il s'agit du premier circuit de montagnes russes aquatiques en France,. Le site spécialisé blooloop.com considère Krampus Expédition comme l'une des vingt meilleures attractions à sensations de 2021, en l'occurrence elle atteint la 20e position.
Six véhicules parcourent l'attraction. Quatre rangées de deux places accueillent un total de huit passagers,. Il s'agit d'un nouveau type de véhicules, plus lourds. C'est pourquoi les rails ont une ergonomie différente. Le parcours et ses abords prennent place sur 9 000 m2.
Le thème des montagnes russes est la créature mythique Krampus,. En raison du public familial qu'accueille Nigloland, la direction du parc fait le choix d'exploiter ce thème de façon douce, il s'agit principalement d'une excursion dans la nature,. La thématique et le décorum sont l'œuvre de l'entreprise Universal Rocks et l'éclairage thématique provient de l'entreprise Robers,.

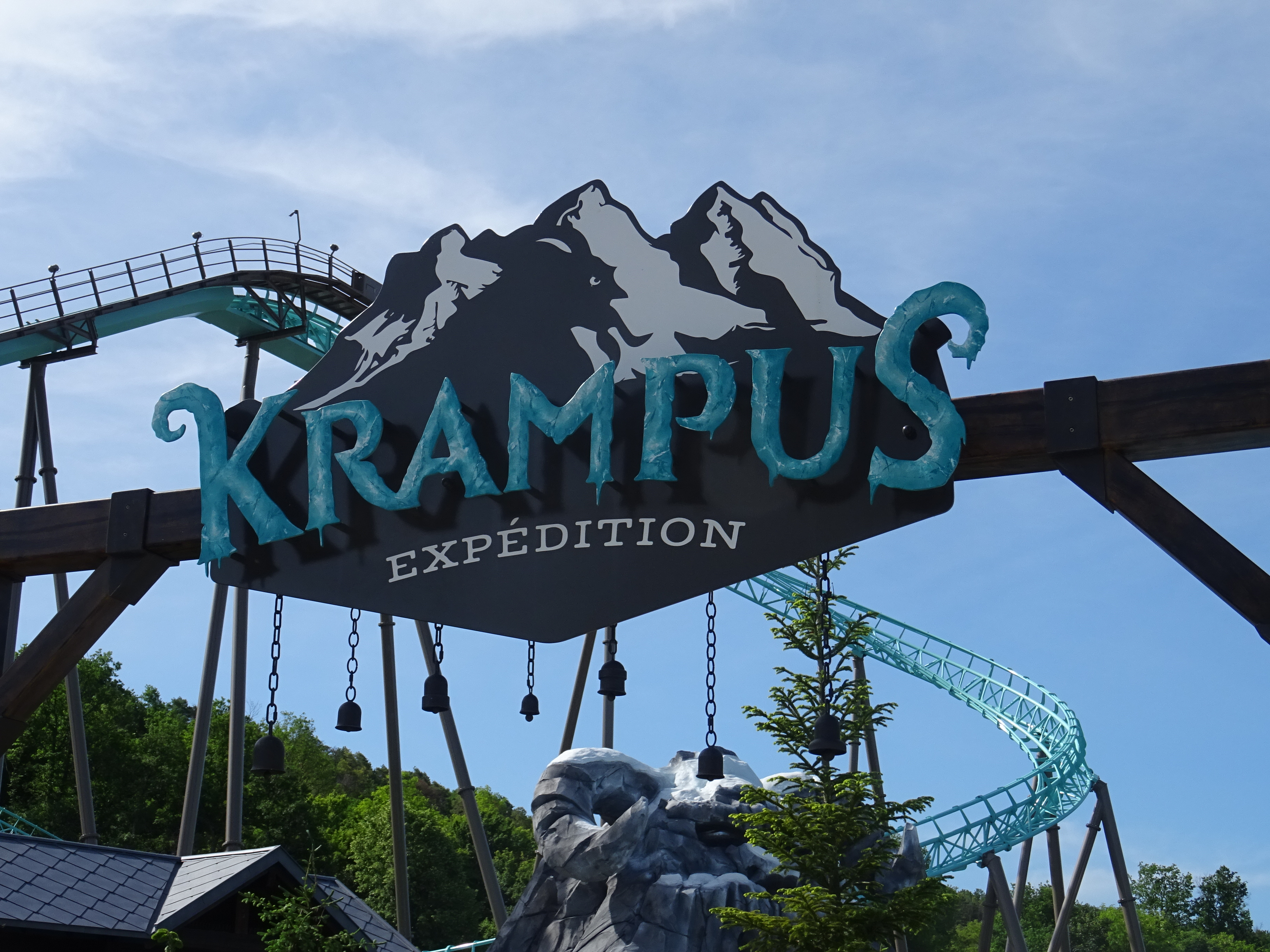
Enseigne de Krampus Expédition.
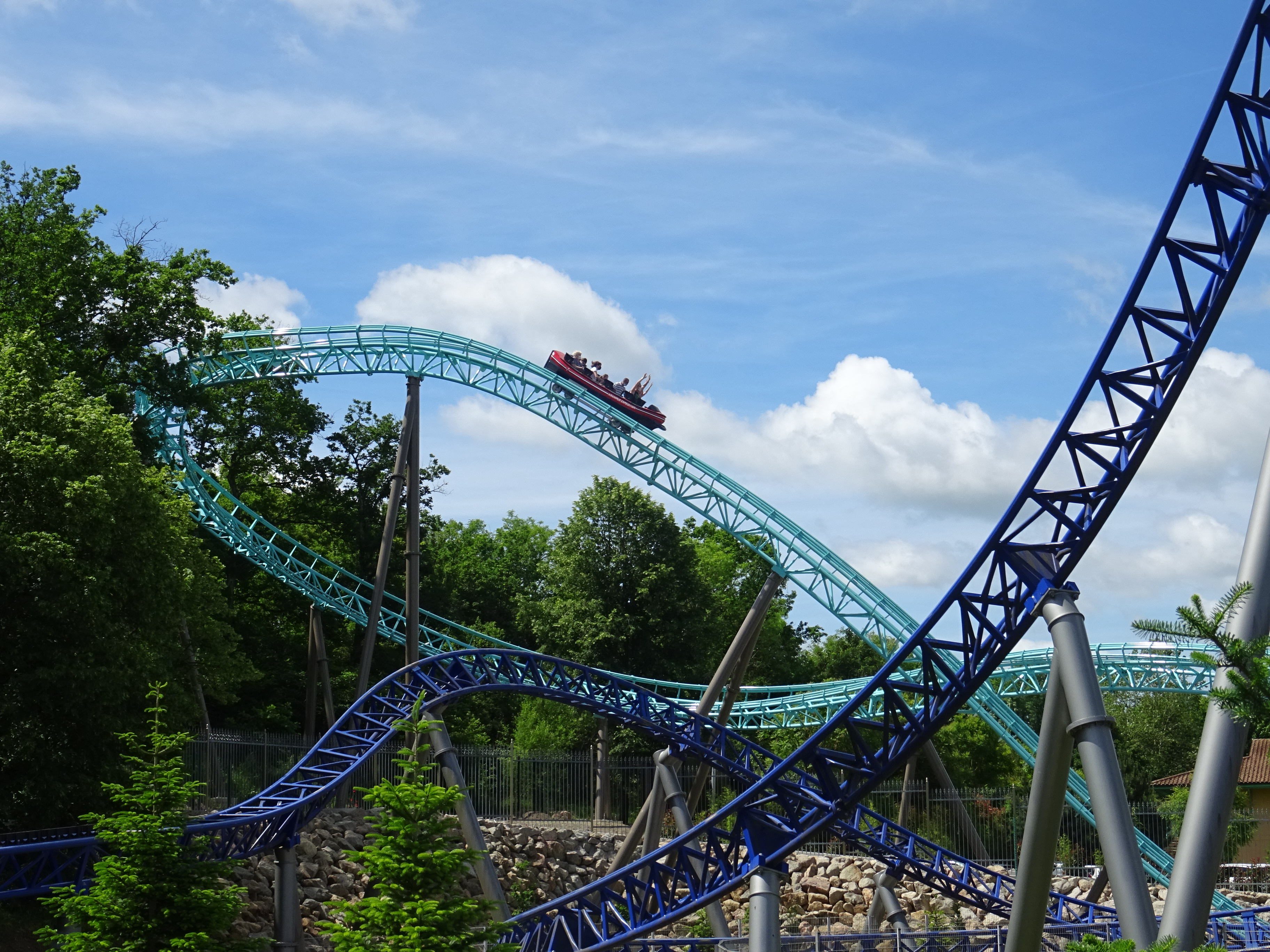
Les parcours de Krampus Expédition et Alpina Blitz.

## Caractéristiques
- Hauteur maximale : 28 mètres
- Vitesse maximale : 79 km/h
- Longueur du parcours : 600 mètres
- Capacité : 850 pers/h
- Nombre de véhicules : 6
- Personnes par véhicule : 8 (2 x 4)
- Durée : 4 minutes